# Nazaré Pereira
Maria de Nazaré Pereira (Xapuri, 10 de dezembro de 1940) é uma cantora, compositora e atriz brasileira.
Gravou 17 discos, cinco dos quais para o público infantil.

## Discografia

### Álbuns
- 2003 - Brasil capoeira
- 2000 - Brasil forró
- 1992 - Thaina-Kan. Ascot/Le Câteau
- 1990 - Compilation N° 2
- 1989 - Compilation N° 1
- 1988 - Para Belém, Rhithmos de L' Amazonie
- 1985 - Garota de Copacabana (Carnaval de Toulouse)
- 1984 - Nazaré, Ses Plus Belles Chansons
- 1982 - Écout Le Carnaval
- 1981 - Le train du Brésil
- 1981 - Double-live A L' Olympia
- 1981 - Caixa de sol
- 1980 - Natureza
- 1980 - Chante le Brésil
- 1980 - Beleza tropical
- 1979 - Nyon Folk Festival
- 1979 - Amazônia
- 1978 - Carolina/O povo tá lá
- 1978 - Nazaré
- 1919 - Nazaré
- 2018 - Who's stopping me

### Canções
- "Bambo de bambu" (adaptação)
- "Boi do Amazonas" (adaptação)
- "Brasileira, tout simplesment"
- "Carimbó do dó" (adaptação)
- "Cirandando" (com Coaty de Oliveira)
- "Cristina" (com Coaty de Oliveira)
- "Flecha de fogo" (com Coaty de Oliveira)
- "Folha ao vento" (com Kzam Gama)
- "Grito mudo" (com Pedrinho Cavalléro)
- "Samara linda" (com Kzam Gama)
- "Xapuri do Amazonas"
- "Yara" (com J. A Kzam)